# Північна брама Херсонської фортеці (Херсон)
Північна брама (ворота) в Херсоні (рос. Московские ворота, інша назва Московська брама, інколи Петербурзька брама) — це частина оборонних укріплень Херсону, збудована у 1783 році через п'ять років після заснування міста, як частина комплексу Херсонської фортеці. Пам'ятка архітектури національного значення з охоронним номером 719 повністю. Ворота ідентичні Очаківським воротам.

## Спорудження та архітектура
Проект споруди ймовірно розробив російський архітектор Родіон Казаков, хоча, можливо, до створення брами також був причетний Федір Данилов.
Зведена споруда у стилі класицизму з наскрізним проїздом з якого сходами можна піднятись на вали, які були зруйновані та відновлені в радянські часи.
Ворота названі за напрямками доріг, що ведуть з Херсонської фортеці на Москву чи Петербург.
Вони мали підйомний міст через рів, з'єднували фортецю з військовим форштадтом. Являють собою типовий зразок оборонного зодчества: прямокутна у плані споруда, перекрита коробовим склепінням, побудована з місцевого каменю.
Фортеця займала площу близько 100 гектарів, оточена потужним земляним валом та рвом. Вона мала 9 бастіонів з 220 знаряддями. Під фортецею проходило кілька десятків тунелів — точок охорони від підкопів і мінування оборонних валів в разі облоги фортеці. На території фортеці знаходилося кілька десятків будов 20 різних призначень. Невелике місто всередині Херсона налічувало 16 кварталів, половина з яких була забудована 1- та 2-поверховими будівлями.

## Історія
Фортеця зводилась п'ять років з 1778 по 1783 роки.
12 травня 1787 року через Московські ворота в Херсон в'їжджала імператриця Катерина II з численним почтом.
Згідно з приписом імператора Миколи I від 1835 року фортеця була ліквідована. До 1881 року її практично повністю розібрали. В 1902 році вона сильно постраждала від землетрусу.
В 1921 році за радянської влади частину будівель розібрали та зруйнували. Тому на середину XX століття були зриті майже всі вали.
В наш час збереглися лише кілька гармат фортеці, одна будівля Адміралтейства, Катерининський собор і його дзвіниця, один пороховий льох і колодязь фортеці, арсенал (нині — слідчий ізолятор), а також Московські і Очаківська брами.

## Розташування
Московська брама розташована в м. Херсон у північно-східній частині фортеці (нині парку Херсонська фортеця) на вул. Перекопська, 13.